# Franco Coop
Franco Coop (eigentlich Francesco Coop; * 27. September 1891 in Neapel; † 27. März 1962 in Rom) war ein italienischer Schauspieler.

## Leben
Coop, Sohn des bekannten Arztes Professor Silvio Coop und Neffe des Pianisten Ernesto Coop (1859–1929), begann seine Theaterlaufbahn am 8. April 1916 als Ensemblemitglied bei Tina Di Lorenzo/Armando Falconi. 1921 nahm in das „Teatro del Popolo“ in Rom unter Vertrag, anschließend (ab 1923) spielte er im unter der Leitung von Lucio D’Ambra stehenden „Teatro degli Italiani“, dann wiederum folgte eine Zeit als freier Darsteller, in der er mit zahlreichen Bühnengrößen wie Ermete Zacconi, Camillo Pilotto, Lamberto Picasso, Uberto Palmarini, Alda Borelli und Ernesto Ferrero zu sehen war. Während der Europatournee 1927/1928 begleitete er die Schwestern Gramatica und schloss sich 1929 der „Compagnia degli Spettacoli Za-Bum“ an, die unter der Leitung von Mario Mattòli stand. Hier bewährte er sich als brillanter und witziger Darsteller. 1937 folgte sein wohl größter Kritikererfolg, als er für seine Auftritte in Francesca da Rimini neben Andreina Pagnani, Sandro Ruffini, Aroldo Tieri und Filippo Scelzo unter der Regie von Renato Simoni am „Teatro Argentina“ gefeiert wurde. 1938 spielte er in der Revue-Compagnie von Pina Renzi und Ermanno Roveri. 1943 bis 1945 hielt sich Coop mit einigen Kollegen in Spanien auf und betätigte sich, wie schon einige Male zuvor, als Synchronsprecher. 1946 sah man ihn in des Autors Fausto Pantosti Inszenierung von Mettiamo l'occhio al buco.
Coops Filmdebüt erfolgte mit dem Beginn des Tonfilmzeitalters, 1930, als er bei der Cines unter Vertrag stand und für ein gutes Jahrzehnt einer der meistbeschäftigten Charakterdarsteller italienischer Produktionen wurde. Auch nach dem Krieg blieb er, bis zu seinem Tode, in solchen Rollen aktiv. Im Fernsehen war unter einigen Arbeiten (vor allem RAI-Prosastücken) eine Ausstrahlung der Miniserie Mont Oriol unter der Regie von Claudio Fino 1958 herausragend. Auch die Kindersendung Il teatro dei ragazzi profitierte von seiner Mitwirkung.
Auch als Musiker und Komponist war Coop aktiv; so war er 1953 neben Marta Abba in der Revue Come ti mi vuoi zu sehen.
Coop war mit der Schauspielkollegin Maria Montesano verheiratet, neben der er auch in einigen Filmen auftrat. Er starb mit 71 Jahren an einem Lungenödem.

## Filmografie (Auswahl)
- 1930: Corte d'Assise
- 1934: Eine Diva für alle (La signora di tutti)
- 1936: Lo smemorato
- 1937: Hände weg! (Fermo con le mani)
- 1937: Karthagos Fall (Scipione l'africano)
- 1938: Wer ist so glücklich wie ich (Chi è più felice di me?)
- 1950: Nachttaxi (Taxi di notte)
- 1952: Das öffentliche Ärgernis oder die Justiz in Nöten (La presidentessa)
- 1954: Kanaille von Catania (L’arte di arrangiarsi)
- 1954: Karussell Neapel (Carosello napoletano)
- 1957: Mein Allerwertester (Totò, Vittorio e la dottoressa)
- 1960: Von mir aus auch mit Liebe (Il principe fusto)
- 1961: The Golden Hours